# Sociální fakt
Sociální fakt (někdy také sociální jev) z pohledu sociologie tvoří hodnoty a aspekty společenského života, které utváří naše činy jako jedinců (například ekonomická situace nebo vliv náboženství). Sociální fakt jsou struktury, kulturní normy a hodnoty, které jsou vnější, a mají „donucovací“ charakter na aktéry.

## Koncept sociálního faktu
Koncept sociálního faktu byl popsán v Pravidlech sociologické metody (1895). Charakteristikou sociálních faktů je, že vůči jedincům uplatňují ''mocenský nátlak''.
Francouzský sociolog Émile Durkheim tento koncept vytvořil v konfrontaci se soudobou filozofií a psychologií, vůči nimž chtěl postavit sociologii na empirickém výzkumu a ne na abstraktním teoretizování. Sociální fakty tedy musí být zkoumány jako věci, které nemohou být poznány pouhou mentální aktivitou, například tak, jako ve filozofii. Je k tomu potřeba i dalších dat, které musí získat.
Durkheiem chápe sociální fakt jako sílu, která působí na jednotlivce z vnějšího okolí. Ve své metodologii s ní pak pracuje jako s nástrojem popsání fungování kulturních norem a hodnot. Sociální fakt ovlivnila skutečnost, že Durkheim zastával holistický přístup ke společnosti – to znamená, že „celek“ je důležitější, než jeho části, a každá část má význam jen v případě, že s ostatními souvisí.

## Vnímání sociálního faktu
Lidé donucovací povahu sociálních faktů často nerozpoznají. To proto, že se sociálním faktům obecně vzato sami podřizují, a přitom jsou přesvědčeni, že jednají na základě vlastní volby. Durkheim tedy tvrdí, že lidé vlastně následují vzorce, které v jejich společnosti obecně platí. Sociální fakta přitom mohou lidské jednání mocensky ovlivnit mnohými způsoby, od otevřeného trestu (například v případě trestného činu) přes společenské odmítnutí (v případě nepřijatelného chování) až po prosté nedorozumění (v případě jazykové nejasnosti).

## Vznik sociálního faktu
Durkheim zdůrazňuje, že sociální fakta vznikla v sociálním prostředí. Lidé tedy nejsou jen jejich subjektem (jen aktéry, kteří se musí podřizovat), ale také jejich zdrojem. Drukheim také tvrdí, že původ všech sociálních faktů se vztahuje k idejím – pokud chceme zjistit původ sociálního faktu, musíme nejdříve zkoumat původ idejí, které byly u jeho vzniku.
Prapůvod sociálních faktů vnímá v obecné povaze lidí a jejich vysokém stupni sociability. Obecným rysem lidské povahy je např., že lidé vytvářejí skupiny. Skupina ale jedná jinak než jednotlivec. Individuální vědomí se prolínají a tím vzniká kolektivní vědomí. Jedná se o soubor toho, co společně pociťuje a čemu věří průměr členů jedné společnosti. Durkheim zároveň tvrdí, že kolektivní vědomí je nejvyšší formou duševního života, protože je vědomím vědomí. Stojí mimo všechny individuální a dílčí nahodilosti a všechny věci spatřuje v jejich stálé a základní podobě, kterou zachycuje ve sdělitelných pojmech. 
Sociální fakta tedy utváří přesvědčení, sklony chování a zvyky skupiny, které jsou prováděny ve společenství lidí. Nestačí však jen kolektivní vědomí vytvořit, ale neustále se musí udržovat prostřednictvím shromáždění společenství. Pocit sounáležitosti v těchto shromážděních poté obnovují u členů společnou víru a hodnoty.

## Studium sociálních faktů
Émile Durkheim přiznával, že studovat sociální fakty je obtížné – jsou neviditelné a nepostižitelné, nelze je tedy přímo pozorovat. Jejich vlastnosti musí být odhalovány nepřímo, prostřednictvím analýzy jejich důsledků nebo zkoumáním pokusů o jejich prosazování, jako jsou zákony, náboženské spisy nebo psaná pravidla chování. Při studování sociálních faktů Durkheim zdůrazňoval nutnost odprosit se od předsudků a ideologie. Vědecký přístup vyžaduje mysl otevřenou vůči důkazům, které poskytují smysly, a oproštěnou od předpojatostí, jež přicházejí zvnějšku.
Durkheim byl přesvědčen, že vědecké koncepty lze rozvinout jedině skrze vědeckou praxi. Vyzýval sociology, aby věci studovali takové, jaké skutečně jsou, a aby vytvářeli nové koncepty, které reflektují skutečnou povahu věcí.

## Klasifikace
POZOR! Tato klasifikace je velmi pravděpodobně omyl! Ani v Durkheimových Pravidlech sociologické metody, ani v odkazované diplomové práci tato klasifikace není uvedená a vysvětlená.
Durkheim klasifikoval sociální fakty do dvou kategorií:
1. materiální – jsou skutečné a jsou součástí vnějšího světa, tedy společnost a její strukturální a morfologické komponenty (například architektura, zákony – externalizované a materializované sociální vědomí)
2. nemateriální – normy, hodnoty, všeobecně kultura (morálka, kolektivní vědomí, kolektivní reprezentace a společenské vědomí, náboženství).

Toto rozdělení vzniká na základě to, že Durkheim věří, že ve společnosti existuje určitý počet fakt, jež se svými vlastnostmi liší od těch individuálních (vzniklých na psychické úrovni). Tedy materiálních sociálních faktů. Nic z toho není výtvorem přírody, ale ani jednotlivce. Je to například jazyk určitého národa. Peníze, kterými platíme. Představa času (na této představě rozdělujeme čas na dny, hodiny,..). Oblečení, které volíme podle příležitosti. Pokud bude chtít jednotlivec některou z těchto věcí změnit, nepovede se mu to. Není to v jeho silách. A každá tato snaha bude potrestána – ve formě výsměchu, nebo problémů s úřady atd. 
Jiná sociální fakta mají tendenci projevovat se po nějaké době mimo vědomí jedince a vytvářet si vlastní, fyzickou podobu. Ty nazýváme nemateriálními fakty. Příkladem je morálka, nebo právo. V každé společnosti platí nějaké morální hodnoty a zásady, které se projevují nejen jako jednání a
myšlení členů společnosti, ale také v podobě zákoníků, náboženské knihy, která stanoví, co se smí a co naopak ne. 

## Další dělení
V rámci celé množiny sociálních faktů lze vysledovat několikero rozdělení.
1. Z hlediska jejich závislosti na sociální organizaci
  1. První typ sociálních faktů nemůže existovat, pokud není ve společnosti dobře definovaná sociální organizace. Jedná se například o právní normy nebo finanční systémy.
  2. Druhou skupinu sociálních faktů nazývá Durkheim „proudy“; jedná se o sociální fakty, které však ještě nedostaly pevnou strukturu. Jedná se o sklony k určitému chování, které se liší v závislosti na času a společnosti a jsou reprezentovány například mírou porodnosti nebo sňatečnosti.
2. Sociální fakta fyziologická a morfologická
  1. Fyziologická fakta jsou způsoby fungování
  2. Morfologická fakta jsou způsoby bytí. Morfologická fakta jsou „hmotnými“ projevy fakt fyziologických; jsou to již pevně ustavené formy jednání, upevněné zvykem. Durkheim ovšem zdůrazňuje, že bez ohledu na typ sociálních fakt mají všechna stejné vlastnosti, jak byly popsány výše.
3. Normální a patologické
  1. Normální jsou taková sociální fakta, jež jsou společná všem členům společnosti nebo alespoň jejich většině.
  2. Patologická sociální fakta jsou naproti tomu ta, která se objevují pouze ve výjimečných případech; týkají se pouze určitých jedinců, často také pouze v určitém období vývoje společnosti. Aby byl nějaký sociální fakt označen jako patologický, musí splňovat důležitou podmínku. Patologické sociální fakty musí svou existencí narušovat normální fungování společnosti; to znamená, že patologické sociální fakty mohou být jako takové označeny pouze v daném sociálním kontextu.

Tato definice Durkheimovi umožňuje označit za normální například kriminální čin, což je závěr poněkud překvapivý. Durkheim nicméně argumentuje, že kriminální čin v žádném případě nepůsobí negativně na řád společnosti jako celku. Samotný akt vraždy, bez ohledu na zrůdnost takového činu, nemá konkrétní vliv na chod společnosti; pro faktické fungování společnosti není ztráta jedince rizikem.

## Náboženství – nemateriální sociální fakt
Spis Elementární formy náboženského života (1912) představuje rozbor významného nemateriálního sociálního faktu, totiž náboženství. Durkheim se domnívá, že zdrojem náboženství je společnost sama. Právě společnost některé věci označuje jako posvátné a jiné jako profánní. Durkheim tvrdil, že vposledku jsou náboženství a společnost jedním a tím samým.
Náboženství je způsob, jak společnost vyjadřuje sebe samu formou nemateriálního sociálního faktu. Je to systém idejí, kterými si lidé zpodobňují společnost, do níž patří, a vztah, který k ní mají. Praktiky kultu, které člověka mají poutat k jeho bohu, připoutávají člověka ke společnosti, protože bůh je podle Durkheima pouze obrazným vyjádřením společnosti.
Náboženstvím dneška by mělo být náboženství humanity a jeho racionálním výrazem by byla individualistická etika.

## Kritika
V Pravidlech sociologické metody byl sociální fakt popsán jako věc, která je nezávislá na jedinci, ale vyvíjí na ně tlak. Samotný výraz věci vyvolal vlnu kritiky. Proto ve druhém vydání knihy Durkheim zdůrazňuje, že výrazem věc nemyslí objekt s hmotnou podobou, ale něco, co není
možné změnit pouhým působením mysli, jako protikladem myšlenky.
Kritice byl také podroben systém, jakým sociální fakta vznikají a pak fungují. Durkheimovi bylo vyčítáno, že ze sociálních jevů udělal „fantomy, jež žijí svým vlastním životem“.
Dále také byla kritizována objektivita sociálních faktů. Pokud jsou sociální fakta objektivní a nezávislé na jedinci, pak je velmi obtížné je zkoumat. Zkoumání se totiž stává pouze interpretací názoru vědce, co daný sociální fakt znamená.

## Maussův sociální fakt
Teorii sociálního faktu dále rozpracovává i Marcel Mauss, synovec a žák Émila Durkheima. Věnuje se tzv. Totálnímu sociálnímu faktu a definuje ho jako „činnost, která má vliv na celou společnost v ekonomické, právní, politické a náboženské sféře“.